# 非洲娛樂監測
南非的音乐榜单电台榜由非洲娱乐监测（英語：Entertainment Monitoring Africa；简称）公司负责统计。该公司前称南非媒体指南（英語：Mediaguide South Africa）。该公司是时代媒体集团的成员之一，每周在官方网站发布电台十强榜单供公众查阅。百强榜单则提供给付费订阅用户查询。该榜单的第一首冠军单曲是罗宾·西克主唱，T.I.与法瑞尔·威廉姆斯助阵的〈模糊界线〉。2014年，《都市新闻报》撰文称非洲娱乐监测榜单“在追踪电台播放时可以被视为业界标准”非洲娱乐监测目前监测了48个广播台和8个电视台。